# La Chaze-de-Peyre
La Chaze-de-Peyre (okcitán nyelven La Chasa de Peire) korábbi község Franciaország déli részén, Okcitánia régióban, Lozère megyében. 2011-ben 284 lakosa volt.
2017. január 1-jén öt másik korábbi községgel egyesült és az így létrejött Peyre en Aubrac új község része lett.

## Fekvése
Fau-de-Peyre a Margeride-hegység (gránit) nyugati előterében fekszik, a Roche patak völgyében, Aumont-Aubractól 3 km-re nyugatra, 1040 méteres (a községterület 1010-1217 méteres) tengerszint feletti magasságban.
Északról Fau-de-Peyre és Aumont-Aubrac, délről Saint-Sauveur-de-Peyre, Prinsuéjols és Sainte-Colombe-de-Peyre községekkel határos. A községen áthalad az Aumont-Aubracot (3 km) Nasbinals-lal (20 km) összekötő D987-es megyei út. A község területén áthalad az A75-ös autópálya (La Meridienne).
A községhez tartozik Les Fons, Les Quatre Chemins, La Pignède, Grandviala, Le Villaret, Vimenet és Lasbros.

## Története
Az ókorban erre haladt a Via Agrippa római út. A falu a történelmi Gévaudan tartomány Peyre-i báróságához tartozott. Az egyházközséget 1109-ben említik először ecclesia della casa néven. Itt halad el a Via Podensis (Le Puyből Santiago de Compostelába vezető) zarándokút Aumont-Aubrac és Nasbinals közötti szakasza. 1972. június 1-jén neve La Chaze-ról La Chaze-de-Peyre-re változott.

### Demográfia
| Év   | Lakosság |
| ---- | -------- |
| 1793 | 508      |
| 1851 | 606      |
| 1876 | 487      |
| 1901 | 513      |
| 1936 | 506      |

| Év   | Lakosság |
| ---- | -------- |
| 1946 | 429      |
| 1954 | 367      |
| 1962 | 369      |
| 1968 | 301      |

| Év   | Lakosság |
| ---- | -------- |
| 1975 | 261      |
| 1982 | 252      |
| 1990 | 210      |
| 1999 | 206      |
| 2010 | 269      |

## Nevezetességei
- Temploma a 12. században épült román stílusban, harangtornya 1728-ban épült (a forradalom után újjáépítették).
- Chapelle de la Bastie - a La Pignède közelében álló kápolna 1525-ben épült.
- Moulin de Blaise
- A falu főterén álló feszület (La Croix de Bastide) 18. századi.

## Híres emberek
- Félix Remize - okcitán nyelvű író a községhez tartozó Grandvialában született.

## Kapcsolódó szócikk
- Lozère megye községei

## Külső hivatkozások
- Nevezetességek (franciául)
- Lozère - Margeride - Aubrac (Numéro special du bulletin Haute-Lozère) 1972, 33. pp.